# 桃園市產業總工會
桃園市產業總工會，簡稱桃產總，是由桃園市食品、化學、航空、汽車、化纖、紡織、公共部門等超過八十九家工會組成的工會聯合會，原名桃園縣產業總工會，2014年12月25日因桃園縣升格桃園市而更名桃園市產業總工會。
桃產總成立十年來致力於推動重要勞工政策，例如勞保年金、勞動派遣，也協助過許多重大勞資爭議，包括全國關廠工人連線抗爭、國道收費員抗爭事件、日本航空空服員解雇、萬洲化學工會幹部打壓殉職抗爭、中華航空空服員爭取勞動條件、華潔洗滌工會罷工爭取調薪、合正科技工會罷工爭取優惠資遣方案、普來利工會罷工爭取優惠資遣方案、美麗華球場工會反抗非法解雇罷工、台灣富士全錄工會反對大量資遣案等等。
2005年1月23日，桃產總於桃園縣政府完成組織登記，正式立案，立案字號為「(94)府勞組字第一七三一一零號」。
2017年，桃產總爆發性侵疑雲。2017年5月5日早上，桃園地檢署已指派婦幼專組檢察官葉益發偵辦，分他字案調查。全案於2017年9月5日因「查無積極證據指向姚等人有涉嫌性侵，認為純屬個人臆測、杜撰和傳聞」簽結。
2017年7月31日，《自由時報》總編輯鄒景雯發表特稿指控，長榮航空空服員五百多人依法請「天災假」維護勞工權益，幕後操盤者是「左統色彩」的桃產總，目標是發動陸海空聯合大罷工以癱瘓運輸、打擊蔡英文政府。特稿稱，「由於每個個案的背後均來自同一個操盤者，即桃產總、具有左統色彩的工運者；政府追蹤發現，這已經超越了單純勞工權益的問題，進入非以勞工權益為主目的、非常複雜的運動面向……中國共產黨講究『黨的建設、統一戰線、武裝鬥爭』，所謂三大法寶，在近來的這些行動中，到處可以看到痕跡」。2017年8月1日，前工人立法行動委員會執行長何燕堂抨擊，鄒景雯直接將工運抗爭當作攻擊政府的「國家安全事件」在對待，與2002年11月泛綠立法委員李明憲、李鎮楠與黃宗源指控秋鬥是「國共合作，鬥臭台灣」的扣帽子手段如出一轍，如此法西斯思維令人不寒而慄。2017年9月28日，國際社會主義前進表示，此文證明，蔡英文政府以防止中共滲透為藉口推行《國家保防工作法》與《反滲透法》，最終目的是為了鎮壓工人階級組織和運動；《自由時報》歇斯底里地散播謊言，「可見台灣工人階級的鬥爭已令資本家提心吊膽，下一步他們就會作出大力的法律甚至暴力鎮壓」。

## 外部連結
- 桃園市產業總工會FB專頁 （页面存档备份，存于）